# KGet
KGet 是一個KDE下的自由下載管理器。默認情況下它是Konqueror使用的下載管理器，但Mozilla Firefox 也可以使用。KGet是KDE Network的一部分，並曾在Tux 雜誌 和Free Software 雜誌作過特別報導。

## 功能
- 下載來自FTP、HTTP和BitTorrent(插件支持)來源的文件。
- 暫停和恢復下載文件，以及重新下載。
- 告訴許多有關當前和等待下載的資訊。
- 嵌入到系統托盤。
- 整合Konqueror 網頁瀏覽器。
- Metalink支持含有多個網址下載，以及校驗和其他信息。

## 外部連結
- https://web.archive.org/web/20120527175949/http://www.kde.org/applications/internet/kget/development
- KGet 使用手冊 （页面存档备份，存于）
- http://www.kde.org（页面存档备份，存于）